# Campeonato Peruano de Fútbol de 1945
El Campeonato Peruano de Fútbol de 1945, denominado como «XXIX Campeonato de Selección y Competencia», fue la edición número 29 de la Primera División del Perú y contó con la participación de ocho equipos. El campeón nacional fue Universitario. Mientras que Sport Boys descendió a jugar la rueda de promoción. 
La U también tuvo la delantera más efectiva, logrando 49 goles, y terminaron los hermanos ‘Lolo’ y ‘Lolin’ Fernández como los máximos anotadores.

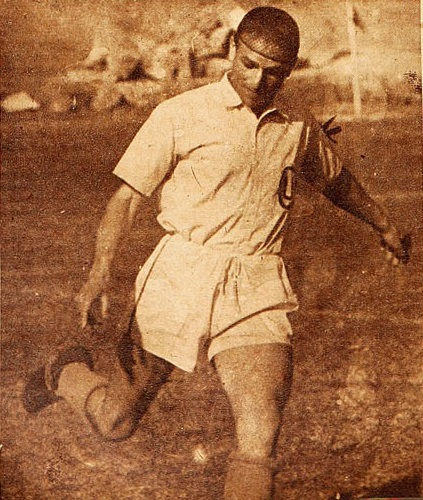
“Lolo” Fernández consigue el título de goleador por séptima vez y última en su carrera, convirtiéndose así en el futbolista que más veces obtuvo el título de goleador en el torneo nacional.

## Formato
El torneo se jugó a dos ruedas en sistema de todos contra todos y se otorgaba dos puntos por partido ganado, un punto por partido empatado y ninguno por partido perdido. 
G: 2, E: 1, P: 0

## Ascensos y descensos
Sporting Tabaco, último lugar de la Primera División 1944 y Ciclista Lima, primer lugar de la Segunda División de 1944, definieron la Rueda de Promoción, con victoria del Tabaco. Por lo que no hubo modificación de clubes respecto a la temporada anterior.

## Equipos
| Club                      | Ciudad | Entrenador        |
| ------------------------- | ------ | ----------------- |
| Alianza Lima              | Lima   | Domingo Arrillaga |
| Atlético Chalaco          | Callao |                   |
| Centro Iqueño             | Lima   | Alfonso Huapaya   |
| Deportivo Municipal       | Lima   | Juan Valdivieso   |
| Sport Boys                | Callao | Abelardo Robles   |
| Sporting Tabaco           | Lima   | Narciso León      |
| Sucre FBC                 | Lima   |                   |
| Universitario de Deportes | Lima   | Arturo Fernández  |

## Tabla de posiciones
| Pos. | Club                | Pts. | PJ | PG | PE | PP | GF | GC | DG  |
| ---- | ------------------- | ---- | -- | -- | -- | -- | -- | -- | --- |
| 1    | Universitario       | 21   | 14 | 10 | 1  | 3  | 49 | 23 | +26 |
| 2    | Deportivo Municipal | 19   | 14 | 8  | 3  | 3  | 46 | 33 | +13 |
| 3    | Atlético Chalaco    | 19   | 14 | 9  | 1  | 4  | 35 | 23 | +12 |
| 4    | Alianza Lima        | 13   | 14 | 6  | 1  | 7  | 31 | 31 | +0  |
| 5    | Sucre FC            | 13   | 14 | 3  | 7  | 4  | 22 | 23 | -1  |
| 6    | Sporting Tabaco     | 11   | 14 | 4  | 3  | 7  | 28 | 46 | -18 |
| 7    | Centro Iqueño       | 10   | 14 | 3  | 4  | 7  | 30 | 44 | -14 |
| 8    | Sport Boys          | 6    | 14 | 2  | 2  | 10 | 29 | 47 | -18 |

|  | Campeón            |
|  | Rueda de Promoción |

## Campeón
|                         |
| Campeón Nacional        |
| Universitario 5º título |
|                         |

## Resultados
| Local \ Visitante   | ALI | CHA | IQU | MUN | SBA | TAB | SUC | UNI |
| ------------------- | --- | --- | --- | --- | --- | --- | --- | --- |
| Alianza Lima        |     | 3–1 | 3–2 | 4–2 | 2–5 | 4–0 | 1–1 | 1–3 |
| Atlético Chalaco    | 1–3 |     | 2–1 | 5–3 | 4–0 | 5–1 | 0–3 | 4–3 |
| Centro Iqueño       | 3–2 | 0–3 |     | 4–4 | 1–2 | 3–3 | 2–2 | 3–3 |
| Deportivo Municipal | 2–0 | 2–2 | 6–1 |     | 4–2 | 3–2 | 4–1 | 0–5 |
| Sport Boys          | 5–6 | 0–2 | 1–2 | 1–4 |     | 2–3 | 2–2 | 3–6 |
| Sporting Tabaco     | 3–1 | 3–2 | 2–3 | 3–8 | 5–2 |     | 1–1 | 0–3 |
| Sucre               | 1–0 | 1–3 | 4–1 | 2–2 | 2–2 | 1–1 |     | 0–2 |
| Universitario       | 2–1 | 0–1 | 7–4 | 1–2 | 4–2 | 8–1 | 2–1 |     |

## Rueda de promoción
Se jugó entre el equipo que finalizó en último lugar del torneo de Primera División (Sport Boys) y el campeón de la Segunda División 1945 (Santiago Barranco). El ganador fue Sport Boys que de esta forma mantuvo la categoría.
| 20 de enero de 1946 | Santiago Barranco | 1-3 | Sport Boys                                     | Estadio Nacional, Lima (Perú) |  |
|                     | Netto 66'         |     | G. Valdivieso 12' · Arias 17' · Barbadillo 40' |                               |  |

| 27 de enero de 1946 | Sport Boys    | 2-0 | Santiago Barranco | Estadio Nacional, Lima (Perú) |  |
|                     | Drago 20' 38' |     |                   |                               |  |

## Máximos goleadores
| Jugador              | Equipo                    | Goles |
| -------------------- | ------------------------- | ----- |
| Lolo Fernández       | Universitario de Deportes | 16    |
| Eduardo Fernández    | Universitario de Deportes | 12    |
| Roberto Drago        | Deportivo Municipal       | 11    |
| Víctor Espinoza      | Universitario de Deportes | 10    |
| Julio Ayllón         | Sucre FBC                 | 9     |
| Carlos Gómez Sánchez | Alianza Lima              | 8     |
| Pedro Valdivieso     | Sport Boys                | 8     |

## Récords
Este fue el campeonato de los goles, ya que se alcanzó la increíble cantidad de 270 en 56 partidos (promedio de 4,8 goles por partido), récord de efectividad hasta la actualidad en el fútbol peruano. Ningún equipo fue promovido o relegado.